# Aristolochia polymorpha
Aristolochia polymorpha är en piprankeväxtart som beskrevs av S.M. Hwang. Aristolochia polymorpha ingår i släktet piprankor, och familjen piprankeväxter. Inga underarter finns listade i Catalogue of Life.